# Rosinenbomber

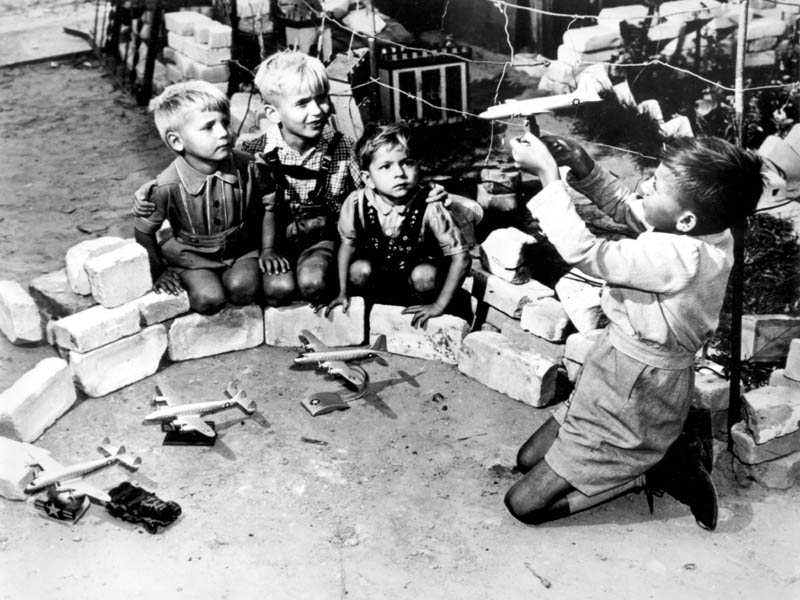
Bawiące się samolotem dzieci w czasie blokady Berlina

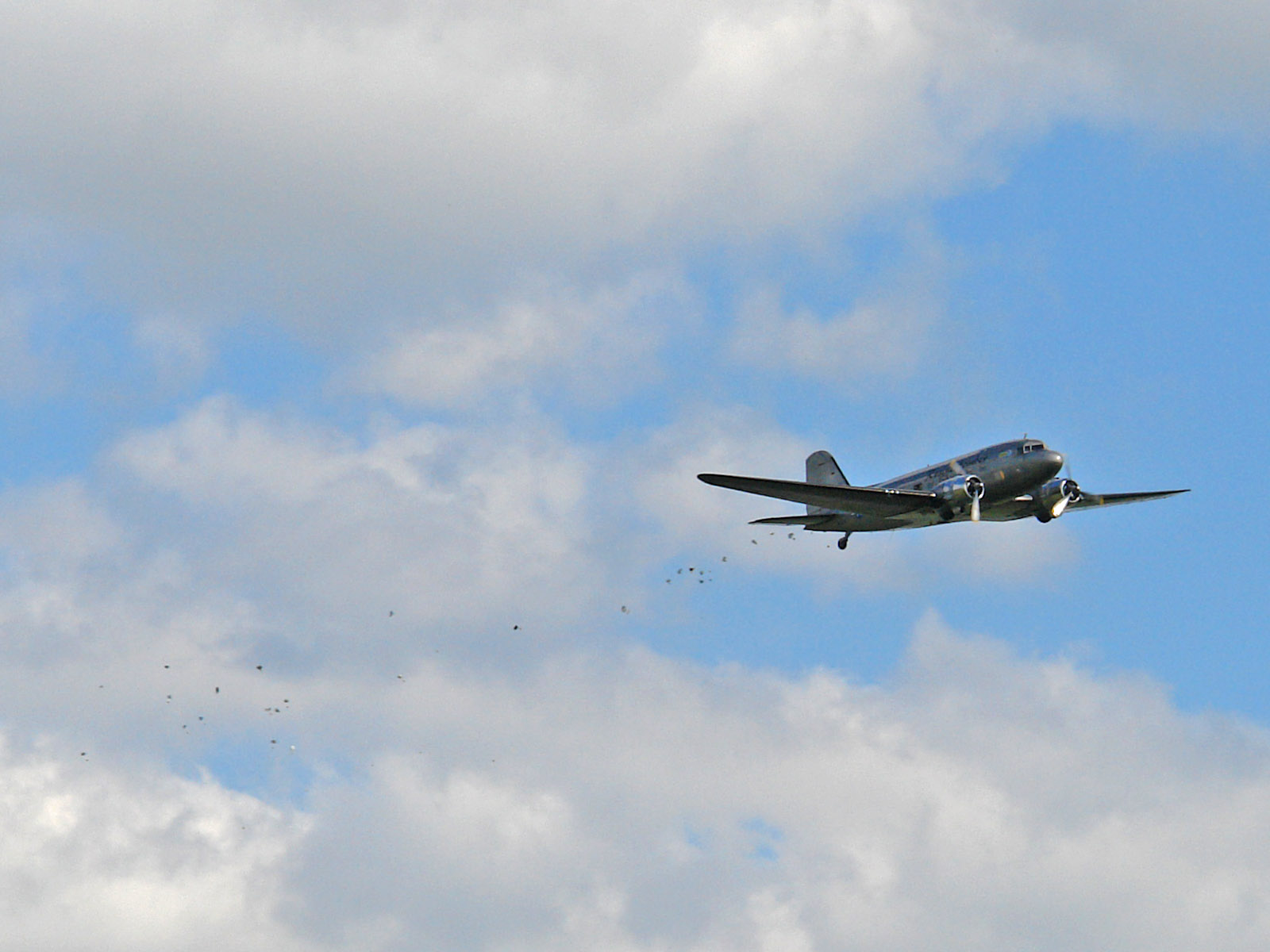
„Rodzynkowy bombowiec” rozrzucający słodycze w czasie obchodów 60. rocznicy zakończenia blokady Berlina

Rosinenbomber (niem. „rodzynkowy bombowiec”) – popularna nazwa samolotów transportowych przewożących zaopatrzenie do Berlina Zachodniego w czasie amerykańskiej operacji Vittles mającej na celu przetrwanie blokady miasta prowadzonej przez Związek Radziecki w latach 1948–1949. Nazwa nadana została samolotom z powodu zwyczaju zrzucania słodyczy przez niektóre z nich.

## Historia
Nazwa wywodzi się od zwyczaju zapoczątkowanego przez porucznika Gaila Halvorsena, jakim było wyrzucanie z okien samolotu słodyczy dla dzieci. 17 czerwca 1948, w czasie pobytu na lotnisku Tempelhof, Halvorsen wdał się w rozmowę z niemieckimi dziećmi i obiecał im, że następnego dnia zrzuci im z samolotu trochę słodyczy. Na pytanie dzieci, jak poznają one jego samolot, odpowiedział, że przed lądowaniem zakołysze skrzydłami. Następnego dnia Halvorsen spełnił swoją obietnicę, zrzucając na małych spadochronach słodycze i czekoladki. Halvorsen kontynuował swoją działalność za każdym razem, kiedy lądował w Berlinie. Wkrótce zaczęły pisać do niego dzieci, adresując listy do „Uncle Wiggly Wings”, „Der Schokoladen-Flieger”, „Uncle Wackelfluger” oraz „Rosinenbomber”.
Zrzuty słodyczy Halvorsena zostały opisane w zachodnioberlińskiej gazecie po tym, jak jeden z dziennikarzy został uderzony w głowę przez spadający batonik. Wkrótce dowiedziało się o nich także amerykańskie dowództwo, które przejęło prywatną akcję Halvorsena, nadając jej nazwę Operacja Little Vittles – w jej ramach dostarczono berlińskim dzieciom 23 tony słodyczy. W 1948 Halvorsen został nagrodzony Cheney Award, przyznawaną za „męstwo, hart ducha i poświęcenie dla celów humanitarnych”.